# Хав'єр Санетті
Хав'єр Адельмар Санетті (ісп. Javier Adelmar Zanetti, нар. 10 серпня 1973, Буенос-Айрес), зустрічаються варіанти написання прізвища Занетті і Дзанетті — аргентинський футболіст, що грав на позиції правого захисника або півзахисника. Вважався одним із кращих гравців на позиції правого вінгера в історії футболу, та одним із найталановитіших гравців свого покоління. найбільш відомий за виступами в міланському клубі «Інтернаціонале», та відіграв ключову роль у сезоні 2009—2010 років. у якому міланський клуб виграв требл. Санетті був відомий своєю універсальністю, а також успішною грою як на лівому, так і на правому фланзі, він грав переважно як крайній захисник на обох флангах, іноді як центральний захисник, але також часто грав як півзахисник. Після завершення виступів на футбольних полях Санетті працює віце-президентом «Інтернаціонале».
Хав'єр Санетті розпочав футбольну кар'єру в Аргентині, спочатку в «Тальєресі», а пізніше у «Банфілді». З 1995 по 2014 рік він грав за італійський клуб «Інтернаціонале», і був капітаном команди з 2001 року до завершення виступів у 2014 році. Санетті зіграв у 1115 офіційних іграх, та входить до списку футболістів з найбільшою кількістю офіційних виступів. Він також є легіонером із найбільшою кількістю матчів у Серії A (615), і займає четверте місце за кількістю матчів у лізі, поступаючись лише Джанлуїджі Буффону, Паоло Мальдіні та Франческо Тотті. Санетті встановив рекорд за кількістю матчів в історії «Інтернаціонале» (858), а також рекорд за кількістю виграних з клубом трофеїв (16); 5 скудетто, 4 Кубки Італії, 4 Суперкубки Італії, один Кубок УЄФА, одну Лігу чемпіонів, і клубний чемпіонат світу з футболу. Також на його рахунку найбільше матчів як капітана в Лізі чемпіонів (82).
У складі національної збірної Аргентини Санетті зіграв 145 матчів, та займає третє місце за кількістю матчів в історії «Альбіселесте», утримуючи рекорд з проведених матчів за збірну з 2007 до 2018 року. Він також грав у фіналах Кубка Америки в 2004 і 2007 роках, та Кубка конфедерацій у 1995 і 2005 роках.
Після завершення виступів на футбольних полях Хав'єра Санетті міланський «Інтернаціонале» вилучив футболку гравця з номером 4 з обігу, і призначив його віце-президентом. ФІФА призначила Санетті послом проєкту СОС Дитячі містечка в Аргентині, а в 2005 році він отримав нагороду «Ambrogino d'Oro» від міста Мілан за його соціальні ініціативи. Санетті також є глобальним послом Спеціальної Олімпіади.

## Ранні роки життя
Хав'єр Адельмар Санетті народився в Буенос-Айресі в сім'ї робітників, вихідців з Італії, і виріс неподалік гавані в районі Док-Суд, одному з найпохмуріших районів міста. Його батько Родольфо був муляром, а мати Віолета Бонасола була прибиральницею. Згідно з низкою свідчень, деякі з предків Санетті були італійськими поселенцями, привезеними на південь Чилі Джорджо Річчі після окупації Арауканії (у 1861—1883 роках). Він розпочав грати у футбол на стадіоні в передмісті, у вільний час займаючись доглядом за футбольним полем. У підлітковому віці він виявив бажання в молодіжній академії клубу «Індепендьєнте», але пізніше йому відмовили в цьому, повідомившии, що йому бракує фізичних даних, щоб досягти успіху в грі. Замість цього Санетті зосередився на навчанні у школі, та працював помічником свого батька в мулярській справі, а також займався випадковими заробітками, такими як рознос молока та допомога в продуктовому магазині родича.

## Клубна кар'єра

### Тальєрес
Після того, як Санетті відмовили в «Індепендьєнте», молодий футболіст підписав контракт з «Тальєресом», який на той час грав у другому аргентинському дивізіоні. У цій команді в одному сезоні він провів 33 матчі, та забив один гол, після чого у 1993 році перейшов до клубу Прімера дивізіону «Банфілд».

### Банфілд
Хав'єр Санетті дебютував за «Банфілд» 12 вересня 1993 року у віці 20 років в домашньому матчі проти «Рівер Плейт». Перший гол у складі команди він забив через 17 днів у матчі проти «Ньюеллс Олд Бойз», який закінчився з рахунком 1–1. Вдалі виступи за клуб принесли Санетті популярність серед фанатів «Банфілда», та забезпечили виклик до національної збірної. Найтитулованіші клуби Прімера Дивізіону «Рівер Плейт» і «Бока Хуніорс» виявили інтерес до переходу футболіста, але Санетті вирішив залишитися в клубі ще на рік. У 1995 році разом із іншим аргентинцем Себастьяном Рамбертом він перейшов до італійського клубу «Інтернаціонале» з Мілану, ставши першою покупкою власника команди Массімо Моратті.

### Інтернаціонале

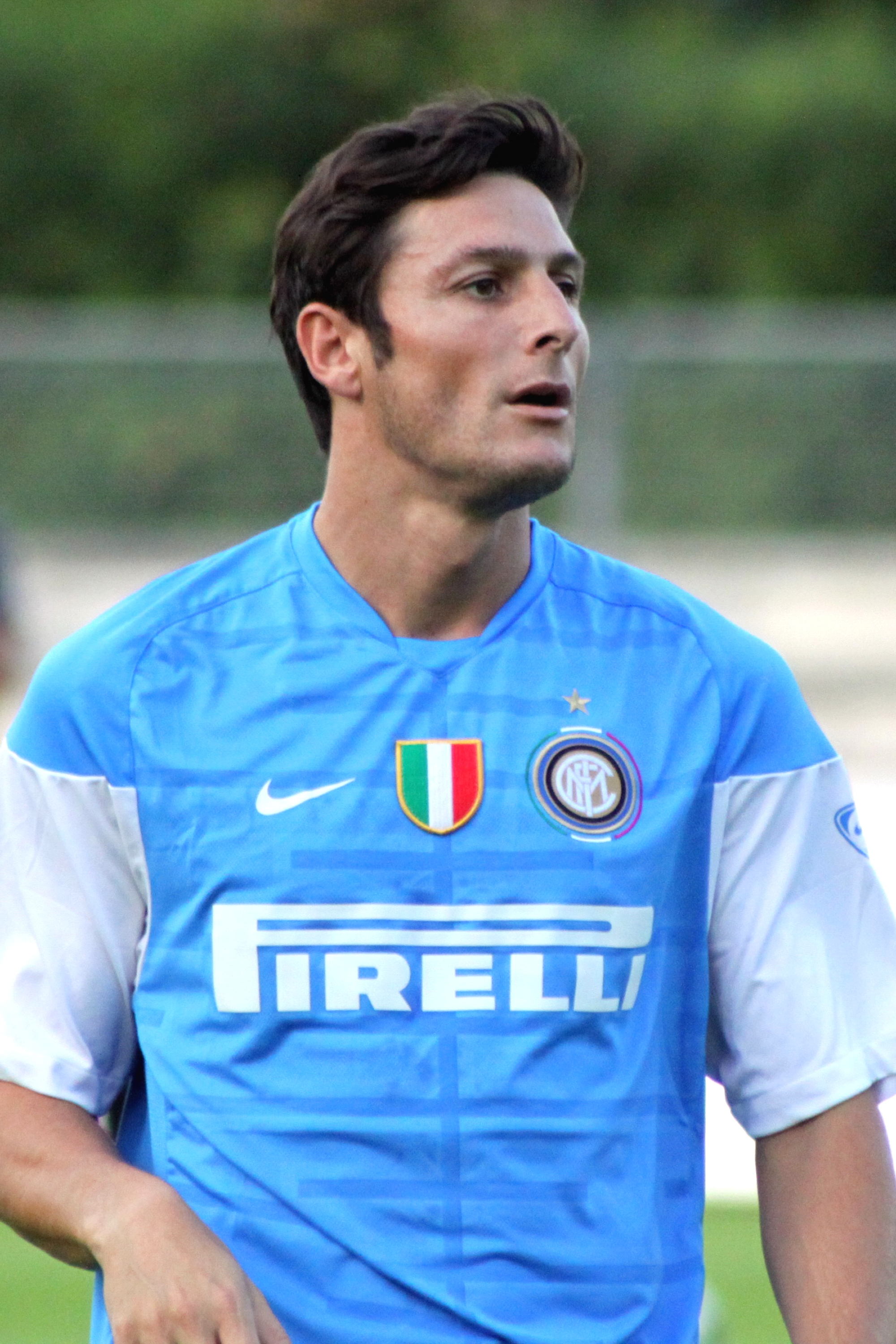
Санетті на тренуванні «Інтернаціонале» у 2009 році

Хав'єр Санетті грав за «Інтернаціонале» протягом 19 сезонів, і з 858 матчами у всіх турнірах, він став гравцем команди з найдовшим перебуванням у команді, та першим у загальному заліку проведених, випередивши Джузеппе Бергомі (758 матчів) у списку гравців «Інтернаціонале» за кількістю зіграних ігор. За час перебування в клубі він виграв 16 трофеїв, 15 з яких були здобуті за його безпосередньої участі: Кубок УЄФА в 1998 році, Кубок Італії в 2005, 2006, 2010 і 2011 роках, Суперкубок Італії в 2005, 2006, 2008 і 2010 роках, скудетто в сезонах 2005–2006, 2006–2007, 2007–2008, 2008–2009, 2009–2010, та Лігу чемпіонів УЄФА 2009—2010 років.
Санетті протягом 12 років поспіль не вилучався з поля. Перший раз у кар'єрі його вилучили 17 лютого 1999 року в матчі Кубка Італії проти «Парми», і період без вилучень продовжився до 3 грудня 2011 року, коли його з поля у матчі Серії А проти «Удінезе». Ці два випадки були єдиними вилученнями за весь час його виступів в «Інтернаціонале».
В «Інтернаціонале» Санетті грав під керівництвом 19 різних тренерів, ставши єдиним гравцем, який грав під керівництвом такої кількості тренерів. Він пообіцяв пов'язати своє майбутнє з «нерадзуррі», сподіваючись знайти місце в структурі клубу після завершення кар'єри. «Інтернаціонале дуже багато значить для мене», — сказав Санетті.
«Це була перша команда, яка відкрила двері європейського футболу. Я був дуже молодим, коли прийшов сюди, і думаю, що не так багато команд могли б мати стільки віри та терпіння з хлопцем, якому було близько 20 років, з першого дня, як „Інтер“ зі мною. Я завжди буду вдячний за це. Чомусь я завжди почувався тут, в „Інтері“, як вдома, і тому ніколи не думав піти.»
Оригінальний текст (англ.)
It was the first team to open the doors of European football. I was very young when I came here and I think not many teams could have had so much faith and patience with a boy in his early 20s from the very first day like Inter did with me. I will always be grateful for that. For some reason I have always felt at home here at Inter and this is why I have never thought of leaving.

#### Початок виступів в Італії
Санетті дебютував за «Інтернаціонале» 27 серпня 1995 року в матчі проти «Віченци» в Мілані. Він забив другий гол «Інтернаціонале» в переможному матчі з іншим італійським клубом «Лаціо» у фіналі Кубка УЄФА 1997—1998 років на «Парк де Пренс» у Парижі, який закінчився з рахунком 3-0.>
Після 2 років, протягом яких він постійно носив капітанську пов'язку замість травмованого Роналду, Санетті наприкінці 2001 року був обраний постійним капітаном клубу.
У серпні 2003 року Санетті підписав новий контракт з клубом до червня 2007 року.

#### Перехід до півзахисту
Після приходу Майкона на початку сезону 2006—2007 років Санетті був переведений з позиції правого захисника в півзахист. Чотирірічна безгольова серія футболіста завершилась, коли він забив 5 листопада 2006 року у домашньому матчі проти «Асколі», до цього він забивав гол останній раз 6 листопада 2002 року у виїзному матчі проти «Емполі». 27 вересня 2006 року матч проти Баварія Санетті зіграв свій 500-ий професійний матч за «Інтернаціонале», а 22 листопада 2006 року він зіграв у своєму сотому матчі в єврокубках проти «Спортінга».
Санетті зіграв важливу роль у матчі Суперкубка Італії 2008 року проти «Роми», забивши останній пенальті своєї команди в переможній серії пенальті після того, як основний і додатковий час завершився внічию 2–2; це був його перший пенальті в кар'єрі та третій титул володаря Суперкубка Італії. 24 вересня 2008 Санетті відсвяткував свій 600-й матч за «Інтернаціонале» року перемогою з рахунком 1:0 над «Лечче», що незадовго до цього підвищився в класі. За кілька хвилин до матчу колишній віце-капітан команди Іван Кордоба подарував Санетті пам'ятну тарілку на честь цієї події.

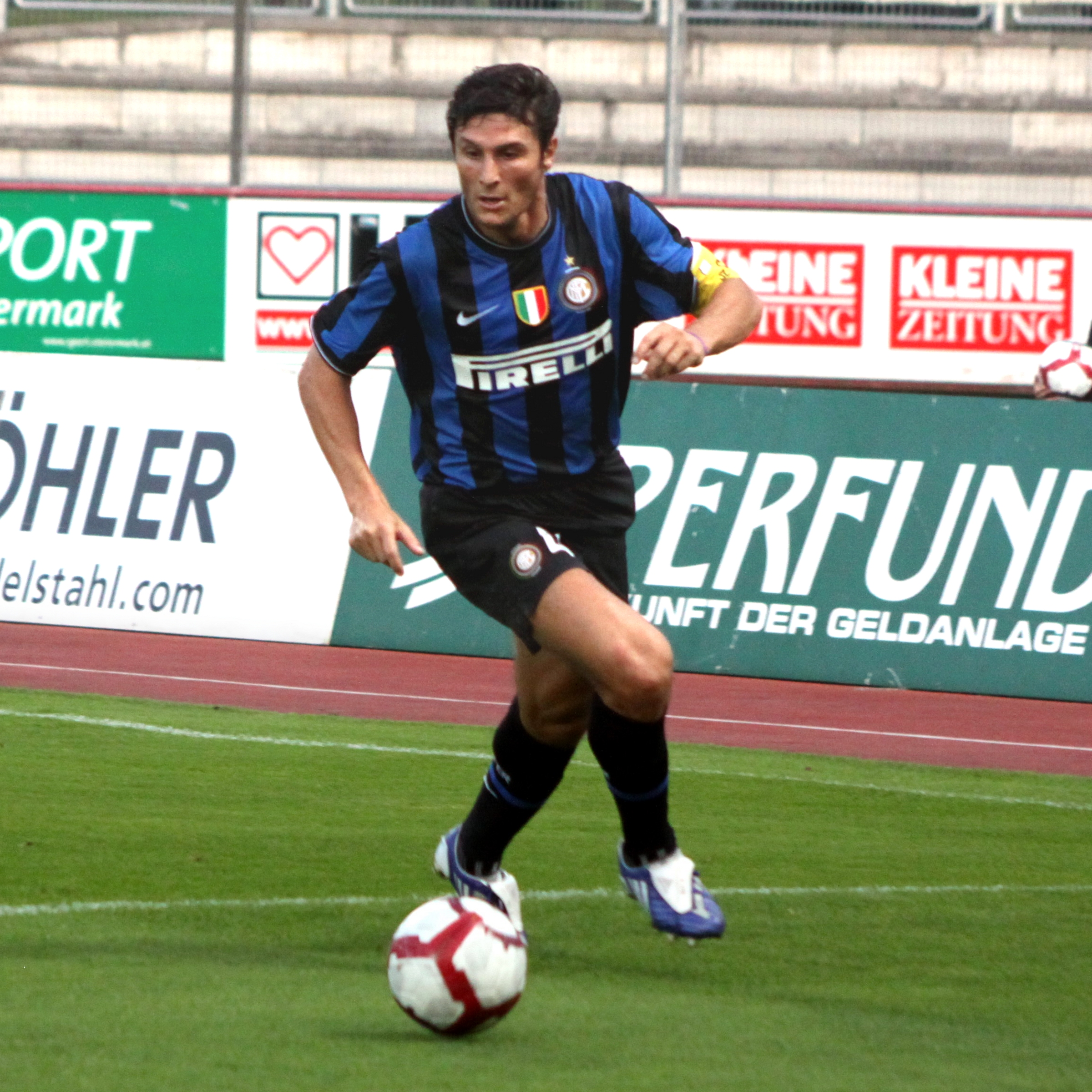
Санетті у грі за «Інтернаціонале» в 2009 році

Хоча Санетті частіше класифікують як захисника, він грав переважно в півзахисті протягом першої половини сезону 2008—2009. Протягом останніх кількох тижнів жовтня 2008 року, коли тренер «Інтернаціонале» Жозе Моурінью зіткнувся з кризою півзахисту через травми ключових півзахисників Естебана Камб'яссо та Саллі Мунтарі, Санетті знову перевели в півзахист на матчі проти «Дженоа» та «Фіорентіни». Протягом цього періоду Моурінью ставив його у півзахист завдяки присутності на полі чотирьох захисників — Майкона, Лусіу, Вальтера Самуеля та Крістіана Ківу.
Сезон 2009—2010 років розпочався добре для Санетті та «Інтернаціонале», особливо після розгрому 4-0 історичного суперника з міста «Мілану» у Міланському дербі. У матчі проти «Дженоа» 17 жовтня він почав контратаку, яка призвела до другого голу «Інтернаціонале» після вилучення гравця «Дженоа». «Інтер» став першою командою сезону, яка виграла з різницею в 5 м'ячів. 24 жовтня він досяг рекорду Джачінто Факкетті з 476 матчів у Серії А, коли вийшов на матч проти «Катанії», який завершився перемогою «нерадзуррі» з рахунком 2-1.
22 травня 2010 року «Інтернаціонале» переміг у фіналі Ліги чемпіонів проти мюнхенської «Баварії» з рахунком 2-0. Це був 700-ий матч Санетті за «Інтернаціонале», і він став першим гравцем, який був капітаном італійського клубу, що виграв одразу три титули — скудетто, Кубок Італії та Лігу чемпіонів.

#### Останні роки виступів
20 жовтня 2010 року, у віці 37 років і 71 день, Санетті став найстарішим гравцем, який забивав у Лізі чемпіонів, після того, як забив на першій хвилині матчу групового етапу між «Інтернаціонале» і «Тоттенгем Готспур» на «Сан-Сіро», який міланський клуб виграв з рахунком 4-3. Це був лише його другий гол у Лізі чемпіонів; його перший гол був забитий у грудні 1998 року в матчі проти «Штурма», виграному з рахунком 2-0. Він забив один із голів «Інтернаціонале» в переможному матчі проти «Соннам Ільва Чунма» в півфіналі клубного чемпіонату світу з футболу 2010 року, який виграв міланський клуб, хоча того сезону «Інтернаціонале» програв у матчі за Суперкубок УЄФА.

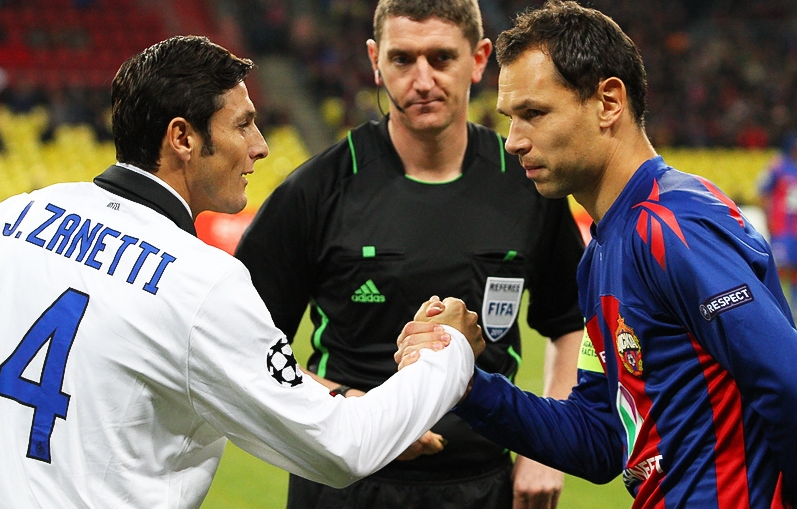
Санетті тисне руку Сергію Ігнашевичу перед матчем Ліги чемпіонів проти ЦСКА (Москва) в 2011 році

19 січня 2011 року Санетті випередив легенду «Інтернаціонале» Джузеппе Бергомі за кількістю матчів у Серії А, це був його 520-ий матч у Серії А, всі за «Інтернаціонале». 11 травня 2011 року Санетті провів свій тисячний матч як професійний футболіст, граючи за «Інтернаціонале» проти «Роми» у матчі-відповіді півфіналу Кубка Італії. 20 вересня 2011 року Санетті встановив абсолютний рекорд проведених матчів у Серії А в матчі проти «Новари», обійшовши Джузеппе Бергомі.
10 березня 2013 року Санетті зіграв у своєму 600-му матчі Серії А за «Інтернаціонале», який був програний «Болоньї» на «Сан-Сіро» з рахунком 1-0. 21 квітня 2014 року під час домашньої перемоги над «Пармою» з рахунком 1-0 Санетті провів свій 1100-ий офіційний матч, і став футболістом із четвертою кількістю офіційних матчів за всю історію футболу.
29 квітня 2014 року голова правління «Інтернаціонале» Ерік Тохір повідомив, що Санетті закінчить виступи на футбольних полях у кінці сезону 2013—2014 років, і стане членом правління клубу. Останнім матчем Санетті на «Сан-Сіро» була перемога над «Лаціо» з рахунком 4-1 10 травня 2014 року. Він вийшов на заміну замість Жонатана Морейри на 52-й хвилині, та носив спеціальну пов'язку з іменами всіх гравців, з яким він грав протягом своєї кар'єри в «Інтернаціонале». Санетті завершив кар'єру гравця після останньої гри сезону 18 травня 2014 року, яку він розпочав на позиції центрального захисника, яка завершилась виїзною поразкою від «К'єво» з рахунком 2-1.

## Після завершення виступів
У червні 2014 року голова правління «Інтернаціонале» Ерік Тохір призначив Санетті віце-президентом клубу терміном на 2 роки. Хав'єр Санетті зберіг цю роль після зміни власника клубу на «Suning Holdings Group».
4 травня 2015 року під час благодійного матчу на «Сан-Сіро» за участю колишніх і діючих футбольних зірок, організованого самим Санетті для святкування відкриття Експо-2015 у Мілані, «Інтернаціонале» офіційно вилучив з обігу номер 4, під яким грав Санетті.

## Виступи за збірну

### Дебют та 100-ий виступ
Хав'єр Санетті дебютував за національну збірну Аргентини 16 листопада 1994 року проти збірної Чилі під керівництвом тренера Даніеля Пассарелли. Санетті включили до складу збірної на чемпіонат світу з футболу 1998 року у Франції, і він дебютував на чемпіонаті у першому матчі групового турніру проти збірної Японії, який завершився перемогою аргентинців з рахунком 1-0. Під час чемпіонату світу 1998 року він акуратно підправив удар Хуана Себастьяна Верона зі штрафного в матчі 1/8 фіналу проти збірної Англії, який зробив рахунок 2–2.
Санетті провів свій 100-ий матч за збірну, допомігши збірній Аргентини виграти півфінал Кубка конфедерацій 2005 проти збірної Мексики 26 червня 2005 року, в якому він отримав нагороду кращого гравця матчу. Незважаючи на те, що Санетті грав під час кваліфікаційних раундів, тодішній тренер збірної Хосе Пекерман прийняв суперечливе рішення не викликати його на чемпіонат світу з футболу 2006 року.

### 2000-ні роки
З новим тренером Альфіо Басіле Санетті зіграв товариський матч проти збірної Франції 7 лютого 2007 року, допомігши Хав'єру Савіолі забити єдиний гол у грі, який приніс Аргентині першу перемогу в другому приході Басіле до збірної.

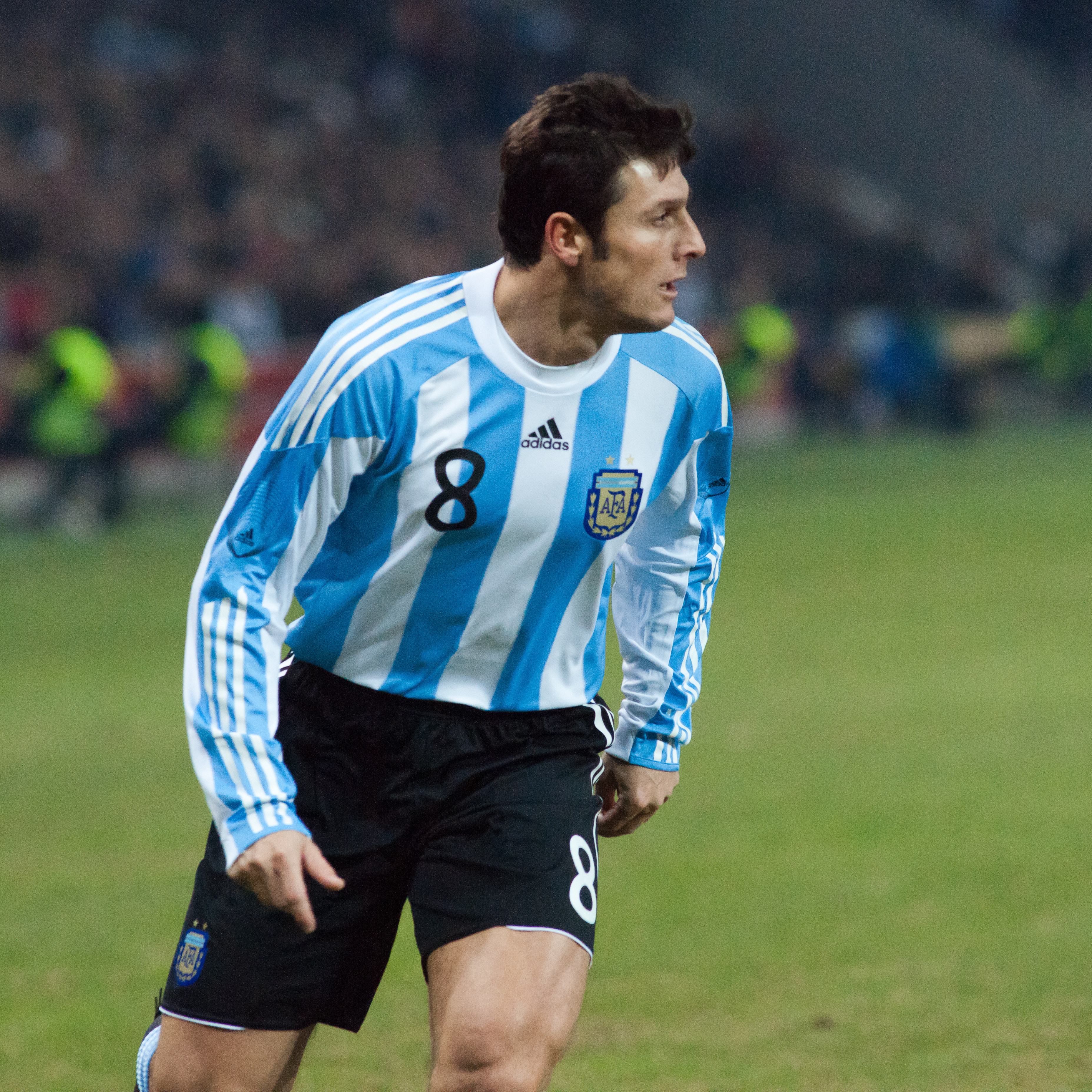
Санетті під час товариського матчу проти Португалії в 2011 році

У квітні 2007 року Дзанетті була вручена Національна премія Джузеппе Пріско. Після завершення виступів Роберто Аяли Санетті отримав у збірній капітанську пов'язку. У відбірковому матчі чемпіонату світу проти збірної Болівії 17 листопада 2007 року він став гравцем збірної Аргентини з найбільшою кількістю проведених матчів.
Санетті залишався футболістом основи збірної під керівництвом нового тренера Дієго Марадони, хоча опорний півзахисник Хав'єр Маскерано став капітаном збірної на прохання Марадони.
 Місце Санетті в стартовому складі зайняв Хонас Гутьєррес, який провів попередній сезон, граючи на фланзі в «Ньюкасл Юнайтед» у Чемпіоншипі.

### Повернення до основи збірної Аргентини
20 серпня 2010 року тренер збірної Аргентини Серхіо Батіста викликав Санетті до команди на товариський матч проти збірної Іспанії, який відбувся 7 вересня 2010 року на стадіоні «Монументаль» клубу «Рівер Плейт», де Аргентинська футбольна асоціація нагородила його та іншу легенду Габріеля Батістуту за видатні досягнення, і понад 48 тисяч осіб аплодували їм стоячи. Його знову викликали на товариський матч проти збірної Японії в Сайтамі в жовтні 2010 року, але в останню хвилину він відмовився від виклику через травму. Санетті був у складі збірної Аргентини на Кубку Америки 2011 року на батьківщині, та виходив у стартовому складі в усіх 4 матчах команди, яка програла збірній Уругваю в чвертьфіналі.

## Стиль гри

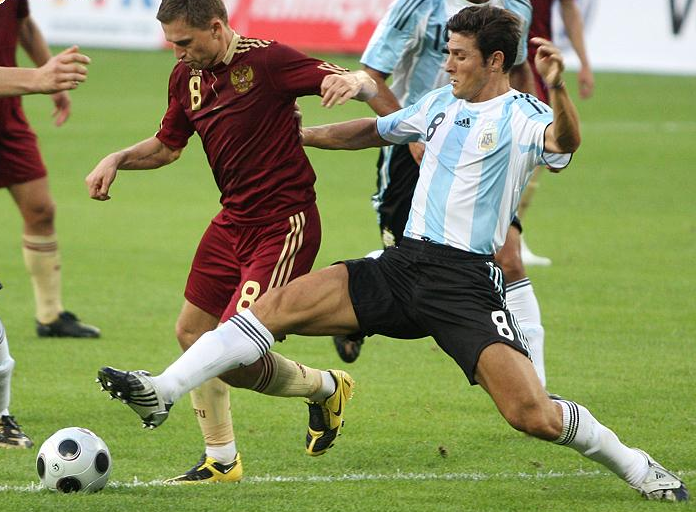
Санетті виконує підкат у товариському матчі проти збірної Росії в 2009 році

Я вперше зустрівся з Санетті в чвертьфіналі Ліги чемпіонів у 1999 році, він був правим захисником, а я – лівим. Він вразив своїми якостями, своєю швидкістю, потужністю, інтелектом і досвідом. Я грав проти нього ще двічі, і він був моїм найскладнішим суперником, найдосвідченішим гравцем.
Санетті отримав прізвисько El Tractor за свою витривалість і невтомні енергійні пробіжки в обидві сторони по флангах, щоб допомогти як нападу, так і захисту. Він був відомий серед своїх товаришів по команді за послідовність і строгий тренувальний режим, який, як він вважає, продовжив йому кар'єру гравця. Протягом кількох останніх сезонів у кар'єрі він провів у стартовому складі понад 30 ігор, незважаючи на те, що йому було більше 30 років. Як капітан як клубу, так і збірної, він користувався повагою як у вболівальників, так і у суперників за його лідерство, спокійну поведінку та поведінку як на полі, так і поза ним; за всю свою 22-річну кар'єру він отримав лише дві червоні картки.
Санетті у свої найкращі роки був швидким, сильним і фізично підготовленим гравцем, з ідеальними фізичними якостями, відмінним контролем м'яча, дриблінгом, технічними навичками та прискоренням. В обороні він добре читав гру, міг добре відібрати м'яч і віддати пас, хоча він також був ефективним у передачі м'яча товаришам по команді завдяки своїй дальності передач і бачення. Двосторонній і двоногий гравець, він прекрасно грав на обох флангах, де він міг просуватися на більш атакувальні позиції, щоб перекидати м'ячі товаришам по команді. Він також володів точним ударом з далекої дистанції. У останні роки в «Інтернаціонале» він розвинув дієве партнерство з іншим крайнім захисником Майконом, завдяки чому клуб виграв кілька титулів.
Санетті розпочав свою кар'єру як правий крайній нападник, але пізніше його повернули в півзахист, де він став тактично розумним і універсальним гравцем, який міг грати будь-де в півзахисті або в обороні. Протягом своєї кар'єри він переважно використовувався як крайній півзахисник, крайній захисник або вінгер на обох флангах, хоча він також використовувався як центральний захисник, ліберо, або як центральний або опорний півзахисник. Іноді його навіть залучали на більш атакувальні позиції. Санетті цінують за його рішучість, послідовність і швидкість дій, а також за його дисциплінованість і довголіття, які він пояснює своєю старанністю на тренуваннях.

## Особисте життя
23 грудня 1999 року Санетті одружився зі своєю давньою подругою Паулою де ла Фуенте, дочкою викладача університету. Вони познайомилися, коли йому було 19, а їй 14, і зустрічалися 7 років до весілля. Вони живуть біля озера Комо, а також володіють рестораном «El Gaucho» в Мілані в районі Навільї, популярному туристичному районі. Паула працює фотографом. У пари є дочка Соль (нар. 11 червня 2005) і двоє синів — Ігнасіо (27 липня 2008) і Томас (9 травня 2012).
Мати Санетті, Віолета Бонаццола, померла від серцевого нападу через кілька годин після тріумфу «Інтернаціонале» у фіналі Кубка Італії 2011 року. Санетті опублікував дві автобіографії: «Capitano e gentiluomo» у 2010 році та «Giocare da uomo» у 2013 році.
Санетті є ревним католиком. У 2013 році, після обрання аргентинського папи Франциска Санетті запросили до Ватикану на аудієнцію.
«Я повинен визнати, що [те, що] я відчуваю в цей момент, особливо хвилює всіх нас, аргентинців. [Я] не знаю його особисто, але це Папа, який жив у Буенос-Айресі, дуже скромний і завжди близький до наших людей. Віра така важлива у світі, і ми всі близькі. Мені пощастило зустрітися з Папою Ратцінгером, і тепер я очікую, що у мене буде можливість зустрітися з новим Папою, це було б великим захопленням для мене та всієї моєї родини. [Я] бажаю йому всього найкращого, і знову ж таки, для всіх нас, людей Аргентини, [це] чудове почуття.»
Оригінальний текст (італ.)
Devo ammettere che quello che provo in questo momento è soprattutto una grande emozione per tutti noi argentini. Non lo conosco di persona, ma è un Papa che ha vissuto a Buenos Aires, molto umile e sempre vicino sempre al nostro popolo. La fede è cosi importante nel mondo e noi gli siamo tutti vicini. Ho avuto la fortuna di conoscere Papa Ratzinger e adesso mi aspetto di avere l'occasione di conoscere il nuovo Papa connazionale, sarebbe una grandissima emozione per me e per tutta la mia famiglia. Gli auguro tutto il bene possibile e, ripeto, per tutti noi come popolo argentino è una grande emozione
Санетті є близьким другом нідерландського футболіста Веслі Снейдера, якого він схилив прийняти католицизм.
Старший брат Санетті Серхіо — колишній футбольний захисник. Хав'єр Санетті не є родичем Крістіано Дзанетті, прізвище якого пишеться так само італійською та іспанською мовами, італійцем, який грав з ним 5 сезонів в «Інтернаціонале».
У 2007 році Санетті співпрацював з італійською співачкою Міною в іспанському кавері на пісню «Parole parole», яка входить до альбому «Todavía».

### Благодійна діяльність
Хав'єр Санетті є послом ФІФА проєкту СОС Дитячі містечка в Аргентині, і заявив про свою підтримку мексиканських повстанців-сапатистів.

#### Фонд PUPI— Fundacion
Санетті також виявив свою соціальну свідомість, коли у відповідь на економічну кризу в Аргентині 2001 року, яка призвела до збідніння мільйонів людей, він разом зі своєю дружиною Паулою створив в Аргентині «Fundación PUPI» для соціальної інтеграції бідних дітей. Метою організації є допомога дітям, які стали бідними внаслідок економічної кризи в країні, надаючи їм можливості отримати освіту, а також подбати про їхні потреби в харчуванні. Він розказав:
"Коли я повертаюся до свого дитинства, мені спадає на думку багато конкретних сцен, хороших і поганих. У мене було важке дитинство, і хоча я зараз не живу у своїй країні, я добре знаю, що там відбувається, і який руйнівний вплив це має на наших найбідніших дітей. Я завжди вважав, що наші публічні дії повинні враховувати нашу соціальну відповідальність, "
Оригінальний текст (англ.)
When I look back to my childhood, many concrete scenes come to my mind, good ones and bad ones. I had a difficult childhood, and even though I don't live in my country at present, I'm well aware of what's going on there and the devastating effect it's having on our poorest children. I've always believed that our public actions need to take account of our social responsibility
Санетті разом зі своїм співвітчизником Естебаном Камб'яссо заснував благодійну асоціацію, щоб допомогти тренувати маленьких дітей із проблемами соціальної ізоляції та проблемами рухової координації. Санетті сказав, що «цей дух лежить в основі всіх ініціатив „Інтернаціонале“ для молоді».

### У масовій культурі
Хав'єр Санетті з'являється в серії футбольних відеоігор EA Sports FIFA; він був включений до «Ultimate Team Legends» у FIFA 16.

## Титули і досягнення
Інтернаціонале
- Серія A: 2005–2006, 2006–2007, 2007–2008, 2008–2009, 2009–2010
- Кубок Італії: 2004–2005, 2005–2006, 2009–2010, 2010–2011
- Суперкубок Італії: 2005, 2006, 2008, 2010
- Ліга чемпіонів УЄФА: 2009–2010
- Кубок УЄФА: 1997–1998
- Клубний чемпіонат світу з футболу: 2010

Аргентина
- Чемпіон Панамериканських ігор: 1995[69]
- Срібний олімпійський призер: 1996